# 星刺卫矛
星刺卫矛（学名：Euonymus actinocarpus）为卫矛科卫矛属的植物，为中国的特有植物。分布在中国大陆的四川、湖北等地，目前尚未由人工引种栽培。